# Diego Moreno Quintero
Diego Moreno (Apartadó, 27 de febrero de 1996) es un futbolista colombiano que juega como volante y actualmente milita en el Independiente Medellín  de la Primera A de Colombia.

## Trayectoria

### Envigado F. C.
Debutó con Envigado Fútbol Club el 7 de agosto de 2014 en la derrota frente a Jaguares de Córdoba 2-1 partido correspondiente a Copa. 

Marcó su primer gol como profesional en el empate contra Independiente Medellín partido de Copa Colombia 2015.

### C.S. Marítimo
El 7 de enero de 2020 se convierte en nuevo jugador del Club Sport Marítimo de la Primeira Liga de Portugal siendo su primera experiencia en el exterior. Debuta el 19 de enero como titular en el empate a un gol como visitantes ate FC Famalicão.

## Estadísticas
| Club                      | Temporada           | Liga  | Liga  | Copas Nacionales | Copas Nacionales | Torneos Internacionales | Torneos Internacionales | Total | Total |
| Club                      | Temporada           | Part. | Goles | Part.            | Goles            | Part.                   | Goles                   | Part. | Goles |
| ------------------------- | ------------------- | ----- | ----- | ---------------- | ---------------- | ----------------------- | ----------------------- | ----- | ----- |
| Envigado F. C. · Colombia | 2014                | –     | –     | 3                | 0                | 0                       | 0                       | 3     | 0     |
| Envigado F. C. · Colombia | 2015                | 11    | 0     | 6                | 1                | 0                       | 0                       | 17    | 1     |
| Envigado F. C. · Colombia | 2016                | 2     | 0     | 1                | 0                | 0                       | 0                       | 3     | 0     |
| Envigado F. C. · Colombia | 2017                | 12    | 3     | 4                | 0                | 0                       | 0                       | 16    | 3     |
| Envigado F. C. · Colombia | 2018                | 19    | 0     | 2                | 0                | 0                       | 0                       | 21    | 0     |
| Envigado F. C. · Colombia | Total club          | 44    | 3     | 16               | 1                | 0                       | 0                       | 60    | 4     |
| Atlético Huila · Colombia | 2019                | 30    | 5     | 1                | 0                | 0                       | 0                       | 31    | 5     |
| Atlético Huila · Colombia | Total club          | 30    | 5     | 1                | 0                | 0                       | 0                       | 31    | 5     |
| CS Marítimo Portugal      | 2020                | 4     | 0     | 0                | 0                | 0                       | 0                       | 4     | 0     |
| CS Marítimo Portugal      | Total club          | 4     | 0     | 0                | 0                | 0                       | 0                       | 4     | 0     |
| Total en su carrera       | Total en su carrera | 78    | 8     | 17               | 1                | 0                       | 0                       | 95    | 9     |